# Fenossibenzamina
La fenossibenzamina è un antagonista α adrenergico caratterizzato dalla capacità di bloccare irreversibilmente i recettori α1 e α2 adrenergici (maggiore affinità per α1); possiede inoltre la capacità di bloccare i recettori per l'acetilcolina, per la serotonina e per l'istamina (sottotipo H1).

## Farmacocinetica
Benché non sia nota la biodisponibilità orale (si presuppone sia comunque bassa), il farmaco viene impiegato preferenzialmente per questa via. L'emivita è strettamente correlata alla condizione di antagonismo recettoriale irreversibile, presupponendo la neosintesi recettoriale per il ritorno allo stato fisiologico.

## Farmacodinamica
Il blocco irreversibile dei recettori α adrenergici è dovuto alla liberazione di etilenimmonio, un intermedio reattivo della fenossibenzamina in grado di legarsi covalentemente ai recettori impedendone la funzione.

## Impiego clinico
La fenossibenzamina non viene utilizzata per il controllo dell'ipertensione arteriosa essenziale. Trova impiego nella stabilizzazione pre-operatoria del feocromocitoma o nel trattamento dei casi non resecabili. La terapia deve iniziare con dosi di 10-20 mg al giorno fino a raggiungere dosi comunque inferiori ai 100mg e comunque in grado di garantire un notevole controllo pressorio.

## Principali effetti collaterali
L'ipotensione ortostatica secondaria alla vasodilatazione del distretto venoso è marcata; possono comparire tachicardia compensatoria e aritmie. La fenossibenzamina è in grado di oltrepassare la barriera emato-encefalica e provocare nausea, affaticamento e sedazione dovuti al blocco dei recettori adrenergici del sistema nervoso centrale. Ulteriori effetti avversi sono la miosi e la congestione nasale.

## Stereoisomerismo
La fenossibenzamina contiene uno stereocentro, quindi ci sono due enantiomeri, la ( R ) - forma e la ( S ) - forma. Tutti i preparati commerciali contengono il farmaco come racemo.
| Enantiomeri di fenossibenzamina | Enantiomeri di fenossibenzamina |
| ------------------------------- | ------------------------------- |
| CAS-Nummer: 71799-91-2          | CAS-Nummer: 71799-90-1          |